# Hans-Viktor von Salviati
Hans-Viktor von Salviati (* 23. August 1897 Stuttgart; † 23. April 1945 Berlin) war ein deutscher Rennreiter, Offizier, SS-Führer und Widerstandskämpfer gegen den Nationalsozialismus.

## Leben und Tätigkeit

### Leben bis zum Zweiten Weltkrieg
Hans-Viktor von Salviati war ein Sohn des Kammerherren Alexander von Salviati, sein Großvater war Alexander von Salviati, preußischer Generalleutnant. Seine Jugend verbrachte er in Bonn, wo er auch das Gymnasium besuchte. Nach dem Bestehen des Abiturexamens im Jahr 1914 trat er unmittelbar nach dem Ausbruch des Ersten Weltkriegs zum 1. August 1914 als Fahnenjunker in das Husaren-Regiment Nr. 7 ein. Mit diesem nahm er bis 1918 am Krieg teil. 1915 wurde er zum Leutnant befördert.
In den Jahren 1919 und 1920 nahm Salviati als Angehöriger eines Freikorps an deutsch-polnischen Grenzauseinandersetzungen in Oberschlesien teil. Anschließend wurde er in die Reichswehr, die Armee der nach dem Zusammenbruch des Kaiserreiches gegründeten Republik, übernommen, der er bis 1925 angehörte. Anlässlich seines Abschiedes aus der Reichswehr im Jahr 1925 wurde er zum Oberleutnant befördert.
In der zweiten Hälfte der 1920er Jahre machte Salviati sich einen Namen als erfolgreicher Turnierreiter.
Im Rahmen der nach der Übernahme der Regierungsgewalt durch die Nationalsozialisten im Frühjahr 1933 einsetzenden Aufrüstung trat Salviati 1934 erneut in den Dienst des Militärs: Von 1934 bis 1936 wurde er als Rittmeister beim Springstall der Kavallerieschule in Hannover beschäftigt.
Um 1939 trat Salviati in die SS (SS-Nummer 277.083) ein, in der er die Aufgabe des Leiters der SS-Reiterschule in Hamburg übernahm und zuletzt den Rang eines SS-Sturmbannführers erreichte. Der NSDAP gehörte er seit Februar 1940 an.

### Zweiter Weltkrieg, Tätigkeit im Widerstand und Tod
Nach dem Beginn des Zweiten Weltkriegs wurde Salviati als Major der Reserve reaktiviert: Während des Krieges wurde er als Adjutant des Generalfeldmarschalls Gerd von Rundstedt verwendet.
Spätestens seit 1940 stand Salviati dem militärischen Widerstand gegen den Nationalsozialismus nahe: In seiner Stellung als Adjutant Rundstedts, einem der ranghöchsten und mächtigsten Offiziere der Wehrmacht, versuchte er wiederholt, diesen für oppositionelle Aktionen, bis hin zum gewaltsamen Umsturz, gegen das herrschende NS-Regime zu gewinnen. Dabei argumentierte er, dass die verbrecherische Politik und die verfehlte Kriegsstrategie Adolf Hitlers und nationalsozialistischen Führungsgruppe unvermeidlich in einer Katastrophe für Deutschland und Europa enden müssten, die nur dadurch abgewendet werden könnte, dass die Generalität der Wehrmacht sich gegen diesen stellen würde. Nicht nur als Offizier, sondern auch als Mensch und Christ, so Salviati, sei es Rundstedts sittliche Pflicht, gegen Hitler und seine Gefolgsleute vorzugehen und ihrer Herrschaft ein Ende zu machen.
Da Rundstedt, obwohl er Salviati gegenüber spätestens 1943 eingestand, dass der Krieg gegen die Sowjetunion für die deutsche Seite nicht zu gewinnen sei, sich nicht dazu durchringen konnte, sich gegen das herrschende System zu stellen, ließ Salviati sich schließlich zur Wehrkreis-Reit- und Fahrschule in Demmin versetzen. Als nach dem Umsturzversuch vom 20. Juli 1944 von polizeilicher Seite Ermittlungen gegen einige junge Frauen, die als Pferdeeinreiterinnen an dieser Schule tätig waren, aufgrund von Äußerungen, in denen sie das Misslingen des Attentates auf Adolf Hitler an diesem Tage bedauerten, eingeleitet wurden, geriet auch Salviati ins Visier des Polizeiapparates: Bei einer Hausdurchsuchung wurde sein persönliches Tagebuch gefunden, in dem er außer grundsätzlich regimefeindlichen Gedanken auch seine Auffassung festhielt, dass der Krieg verloren sei und dass ein Fortbestehen des NS-Systems in der Katastrophe enden müsse, und sogar über seine Versuche, Rundstedt zum Aufbegehren gegen das herrschende Regime und seine Bestürzung über dessen Weigerung, sich hierfür gewinnen zu lassen, verbreitete. Er wurde daraufhin verhaftet und am 6. August 1944 in das Zellengefängnis Lehrter Straße in Berlin eingeliefert.
In dem Bericht über den Vorgang, den der Gestapochef Heinrich Müller am 17. September 1944 an das SS-Personalhauptamt sandte, heißt es u. a., dass das Tagebuch zeige, dass Salviati ein „unbelehrbarer Feind des Nationalsozialismus und des Führers“ sei und dass die in dem Tagebuch niedergelegten Gedanken, „so niederträchtig“ seien, dass eine Ausstoßung aus der SS unbedingt erforderlich sei. Heinrich Himmler, dem die Angelegenheit ebenfalls zur Kenntnis gebracht wurde, schrieb an Müller: „Was muss eigentlich ein Mann noch hinschreiben um als schuldig erkannt zu werden? Ohne Zweifel hat Herr Salviati von dem beabsichtigten Putsch der Verschwörer gewusst. Ich erkläre schon heute: Wenn das Volksgericht ihn nicht verurteilt, lass ich Herrn Salviati als treulosen SS-Mann erschießen. Denn es steht fest, dass S. seinen auf den Führer geleisteten Eid, der ihn zu besonderer Treu verpflichtete, ohne Zweifel gebrochen hat.“
Im Jahr 1942 soll Salviati, zusammen mit Achim von Oster, zudem Pläne geschmiedet haben, Hitler anlässlich eines Besuches des Diktators in Paris, zu dem man ihn im Namen Rundstedts einladen wollte, durch ein Attentat auszuschalten.
Einige der Salviati aus Sicht des NS-Regimes inkriminierenden Tagebuchstellen haben sich in Abschriften des Sicherheitsdienstes der SS in seiner SS-Personalakte erhalten. So heißt es in einem Eintrag, der dort wiedergegeben wird:
Und später, als das [d. i. die Chance sich dem Kriegskurs der NS-Regierung zu verweigern] verpasst war, als das ganze Volk, ja die ganze Welt darauf wartete, daß ein General diesen Spuk hinwegfegte und allen Völkern die Gelegenheit zu friedlichem Ausgleich brachte, da saßen sie alle (auch Rundstedt) in ihren Hauptquartieren und keiner wagte es, trotzdem es alle wußten! Ich ging weg, nur weil ich nicht weiter dabei sein will, wie auch Rundstedt einem Hitler hörig ist und weil ich es nicht miterleben will, wie mein früher von mir so verehrter Herr eines Tages ein klägliches Ende nimmt. Nach 4 Jahren gebe ich den Kampf auf. Ich sehe ein, daß Rundstedt alles laufen läßt, aber aus krankhafter Eitelkeit nicht die Konsequenz zieht und sagt ‚ich bin zu alt, ich gehe‘. Nun wird die Geschichte sagen, daß auch Rundstedt zum Untergang Deutschlands beitrug. und da er in all diesen Dingen klar sieht, ist seine Schuld doppelt groß.
Am 24. Oktober 1944 wurde Salviati gemäß der Anweisung Himmlers zum einfachen SS-Mann degradiert und anschließend aus der SS ausgestoßen. Zu einer Anklage von ihm vor dem Volksgerichtshof kam es aufgrund der sich überschlagenden militärischen Ereignisse nicht mehr. Stattdessen wurde Salviati, wahrscheinlich auf Befehl Müllers, kurz vor der Eroberung Berlins durch die Rote Armee in der Nacht vom 22. zum 23. April 1945 von dem SS-Kommando RSHA aus seiner Zelle im Gefängnis in der Lehrter Straße geholt und zusammen mit vier weiteren Häftlingen (Ernst Munzinger, Wilhelm Staehle, Albrecht Haushofer) in der Nähe des Gefängnisses erschossen.
Salviatis Leiche wurde in einem Massengrab am Kleinen Tiergarten bestattet. Im März 1948 wurde sie auf den Friedhof am Plötzensee überführt.

## Familie
Eine jüngere Schwester von Salviati war Dorothea von Salviati, die im Juni 1933 Wilhelm Prinz von Preußen heiratete, den ältesten Sohn des letzten preußischen und reichsdeutschen Kronprinzen Wilhelm (1882–1951). Bis zu dieser Eheschließung, die aufgrund der Nichtebenbürtigkeit der Braut im Sinne der Heiratsvorschriften des Hohenzollernschen Hausgesetzes als morganatische Ehe galt, war Wilhelm nach Wilhelm II. und seinem Vater an dritter Stelle in der Anwartschaft auf den seit 1918 verwaisten deutschen Kaiserthron und den Thron Preußen. Victor von Salviati fungierte bei der Eheschließung seiner Schwester mit dem Kaiserenkel als Trauzeuge.